# Rhodostrophia stigmatica
Rhodostrophia stigmatica là một loài bướm đêm trong họ Geometridae.